# L'Accordéoniste
L'accordéoniste (titolo originale La fille de joie) è una canzone scritta da Michel Emer per Édith Piaf nel 1940.

## Storia
Nel 1940 "la Môme Piaf" è già una chanteuse affermata nel panorama francese: il suo primo disco Les Mômes de la cloche è uscito già da quattro anni, e lei ha assunto da tempo il nome d'arte con il quale diventerà famosa. Si è esibita nei più grandi teatri francesi e ha collaborato con importanti personalità della musica francese quali Raymond Asso, Paul Meurisse, Jean Cocteau (che per lei scrive un dramma teatrale), Norbert Glanzberg, Yves Montand, Charles Aznavour, Georges Moustaki e molti altri.
Nel febbraio dello stesso anno un giovane caporale di nome Michel Emer, che aveva già scritto un testo per Jean Sablon, prossimo alla partenza per il fronte, si reca nell'appartamento della Piaf in rue Anatole de la Forge a Parigi e le propone una canzone dal titolo La Fille de Joie est triste. 
La Piaf rimase subito impressionata da questo brano, in quanto riprendeva un tema a lei caro già affrontato in Mon Légionnaire e solo pochi giorni dopo canterà la canzone in un teatro di Monparnasse.. il titolo della testa verrà poco dopo cambiato in quello attuale e la canzone diventerà uno dei cavalli di battaglia della Piaf, che la interpreterà spesso nei suoi concerti.

## Il brano
Il brano è composto da tre strofe e un ritornello ripetuto alla fine di ciascuna strofa con minime variazioni nel testo.
La canzone narra la storia di una prostituta che, grazie alla sua bellezza, guadagna molti soldi. Al termine del suo lavoro si reca in un locale malfamato dove il suo uomo, un fisarmonicista, suona la java: la ragazza ascolta con gli occhi chiusi la musica suonata dal suo amato, che le dona sensazioni stupende fino all'estasi.
Nella seconda strofa la prostituta è triste per la partenza del suo uomo in guerra; si consola sussurrando fra sé la Java del suo amore, immaginando il loro futuro: quando tornerà dalla guerra prenderanno una maison e la gestiranno insieme, e diventeranno ricchissimi.
Nella terza strofa la prostituta è sola: dopo aver saputo che il suo uomo non tornerà più dalla guerra (presumibilmente perché è morto), non riesce più a lavorare a causa della tristezza. Ridotta in povertà, trova conforto nell'andare al localaccio dove si esibiva il suo uomo che è stato sostituito da un altro musicista.
La ragazza, per dimenticare, si mette a danzare forsennatamente.
La canzone si chiude con un grido della prostituta, che ricordando il suo uomo urla dolorosamente "Arrêtez la musique!".